# Nova Londrina (ort)
Nova Londrina är en ort i Brasilien.   Den ligger i kommunen Nova Londrina och delstaten Paraná, i den södra delen av landet, 900 km sydväst om huvudstaden Brasília. Nova Londrina ligger 336 meter över havet och antalet invånare är 11 042.
Terrängen runt Nova Londrina är platt. Runt Nova Londrina är det ganska glesbefolkat, med 25 invånare per kvadratkilometer.. Det finns inga andra samhällen i närheten.
Trakten runt Nova Londrina består i huvudsak av gräsmarker.